# Testna divizija
Testna divizija (angleško Test Division) je divizija, kateri so pridali naziv testna ~; taka divizija je po navadi opremljena in oborožena z novim orožjem. 
Divizija tako preizkuša opremo in orožje v realnih situacijah in pogojih; na podlagi rezultatov lahko priporočijo sprejem, zavrnitev oz. izboljšanje novih stvari.
Prav tako lahko izvaja nove, še ne preizkušene taktike.